# Apsopelix
Genre
Apsopelix est un genre éteint de poissons d’eau douce de l’ordre des Crossognathiformes. Il a vécu lors du Crétacé supérieur. Son espèce type est Apsopelix sauriformis.
Le genre a été nommé et décrit par Edward Drinker Cope en 1871. Ses fossiles ont été découverts en Amérique du Nord, en Europe et en Asie.

## Espèces
- † Apsopelix agilis (Cope, 1871)
- † Apsopelix sauriformis (Cope, 1871)
- † Apsopelix anglicus (Dixon, 1850)
- † Apsopelix cf. anglicus (Dixon, 1850)
- † Apsopelix berycinus (Cope, 1877)